# Райская украшенная змея
Райская украшенная змея (лат. Chrysopelea paradisi) — вид змей из семейства ужеобразных.
Общая длина составляет около 1 м, максимальная длина — 1,2 м. От близкого вида, Chrysopelea ornata, отличается меньшими размерами и слабо развитыми килями спинной чешуи. Окраска тела намного ярче, чем у Chrysopelea ornata. По бокам туловища чешуя зелёного цвета с чёрной окантовкой. Вдоль позвоночника зелёный цвет сменяется ярко-жёлтым и оранжевым. На голове оранжевые пятна особенно большие, они чередуются с чёрными полосами, образуя красивый рисунок. Яркая чешуя может располагаться по всей спине до основания хвоста. Однако далеко не все особи окрашены одинаково ярко, встречаются и полностью зелёные змеи без красных и оранжевых пятен. Брюхо светло-жёлтого цвета, верхнегубные щитки окрашены в жёлтый цвет, часто на них заметны чёрные пятна, особенно на верхней части.
Любит первичные и вторичные дождевые тропические леса, встречается рядом с поселениями человека. Ведёт дневной, древесный образ жизни. Способна к планирующему полёту на расстояние до 24 м. Питается мелкими ящерицами и другими древесными животными.
Яйцекладущая змея. Самка откладывает от 6 до 11 яиц. Детёныши вылупляются длиной 15—20 см.
Часто содержится в террариумах.
Вид распространён в Таиланде, Индонезии, Брунее, Малайзии, Сингапуре, Мьянме, на Филиппинах.